# جيمس جونستون (لاعب اتحاد الرغبي)
جيمس جونستون (بالإنجليزية: James Johnston)‏ هو لاعب اتحاد الرغبي نيوزيلندي، ولد في 6 مارس 1986 في أوكلاند في نيوزيلندا.

## وصلات خارجية
- جيمس جونستون على موقع دوري الرغبي الممتاز (الإنجليزية)
- جيمس جونستون عل موقع إسبنسكروم (الإنجليزية)
- جيمس جونستون على موقع ItsRugby.co.uk (الإنجليزية)